# HD59352
HD59352 — хімічно пекулярна зоря спектрального класу A2, що має видиму зоряну величину в смузі V приблизно  9,2.
Вона  розташована на відстані близько 797,4 світлових років від Сонця.